# Draft 1995 de la NFL
1994 1996
La draft 1995 de la NFL est la procédure par laquelle les équipes de la National Football League sélectionnent des joueurs de football américain universitaire. Elle a lieu du 22 au 23 avril 1995 au Paramount Theatre du Madison Square Garden à New York, dans l'état de New York,. Au moment de la draft, les Raiders sont toujours basés à Los Angeles. Ils reviendront officiellement à Oakland après une interruption de 13 ans en juillet 1995. De plus, les Rams de Los Angeles ont reçu l'autorisation de déménager à Saint-Louis peu avant la draft, le 13 avril (ils retourneront à Los Angeles en 2016),. La ligue organise également une draft supplémentaire après la régulière et avant le début de la saison.
Il y a 32 choix au premier tour cette année car les deux équipes d'expansion ont chacune reçu deux choix supplémentaires entre le premier et le second tour. Les Panthers de la Caroline, qui avaient choisi en deuxièmes lors de la draft d'expansion 1995, se sont vu attribuer le premier choix général et les Jaguars de Jacksonville, le deuxième,. Les Panthers, cependant, échangent leur choix numéro un avec les Bengals de Cincinnati contre le cinquième choix général des Bengals et leur quatrième choix au deuxième tour. Les Panthers sont privés de deux sélections supplémentaires ultérieures, no 61 et no 191, pour avoir recruté à tort le coordinateur défensif des Steelers de Pittsburgh, Dom Capers, en tant qu'entraîneur-chef.
C’est la troisième fois dans l’histoire de la NFL que deux joueurs du Pro Football Hall of Fame sont sélectionnés par la même équipe lors du même tour (les autres étant les Bears de Chicago en 1965 et les Ravens de Baltimore en 1996). Les Buccaneers de Tampa Bay choississent Warren Sapp avec le 12e choix et Derrick Brooks avec le 28e choix,.
Avec le premier choix de sélection, les Bengals de Cincinnati sélectionnent le running back Ki-Jana Carter. Ils obtiennent ce choix après avoir effectué un échange avec les Panthers de la Caroline. Les Jaguars de Jacksonville choisissent en deuxième position et prennent l'offensive tackle Tony Boselli. Avec le troisième choix, les Oilers de Houston recrutent le quarterback Steve McNair. Cette draft marque également l'histoire des Patriots de la Nouvelle-Angleterre avec les arrivées de Ty Law (no 23) et Curtis Martin (no 74). Au sixième tour, avec le 196e choix, les Broncos de Denver sélectionnent le futur joueur du Pro Football Hall of Fame Terrell Davis.

## Draft
La draft se compose de 7 tours ayant, généralement, chacun 32 choix. L'ordre de sélection est décidé par le classement général des équipes durant la saison précédente, donc l'équipe ayant eu le moins de victoires va sélectionner en premier et ainsi de suite jusqu'au gagnant du Super Bowl. Les équipes peuvent échanger leurs choix de draft, ce qui fait que l'ordre peut changer.
Les équipes peuvent enfin recevoir des choix compensatoires. Ces choix sont à la fin des tours et il n'est pas possible pour les équipes de les échanger. Les choix compensatoires sont remis aux équipes ayant perdu plus de joueurs (et de meilleure qualité) qu'ils en ont signés durant la free agency.
Légende :
- ° : Intronisé au Pro Football Hall of Fame
- † : Joueur sélectionné pour le Pro Bowl

### 1ertour
| Choix | Équipe                             | Joueur                  | Poste            | Équipe universitaire        | Notes                         |
| ----- | ---------------------------------- | ----------------------- | ---------------- | --------------------------- | ----------------------------- |
| 1     | Bengals de Cincinnati              | Ki-Jana Carter          | Running Back     | Nittany Lions de Penn State | Panthers → Bengals,           |
| 2     | Jaguars de Jacksonville            | Tony Boselli ° †        | Offensive tackle | Trojans d'USC               |                               |
| 3     | Oilers de Houston                  | Steve McNair †          | Quarterback      | Braves d'Alcorn State       | ,                             |
| 4     | Redskins de Washington             | Michael Westbrook (en)  | Wide receiver    | Buffaloes du Colorado       |                               |
| 5     | Panthers de la Caroline            | Kerry Collins †         | Quarterback      | Nittany Lions de Penn State | Bengals → Panthers            |
| 6     | Rams de Saint-Louis                | Kevin Carter (en) †     | Defensive end    | Gators de la Floride        |                               |
| 7     | Eagles de Philadelphie             | Mike Mamula (en)        | Defensive end    | Eagles de Boston College    | Buccaneers → Eagles,          |
| 8     | Seahawks de Seattle                | Joey Galloway           | Wide receiver    | Buckeyes d'Ohio State       |                               |
| 9     | Jets de New York                   | Kyle Brady (en)         | Tight end        | Nittany Lions de Penn State |                               |
| 10    | 49ers de San Francisco             | J.J. Stokes (en)        | Wide receiver    | Bruins d'UCLA               | Falcons → Browns, → 49ers,    |
| 11    | Vikings du Minnesota               | Derrick Alexander (en)  | Defensive end    | Seminoles de Florida State  | Broncos → Falcons, → Vikings, |
| 12    | Buccaneers de Tampa Bay            | Warren Sapp ° †         | Defensive tackle | Hurricanes de Miami         | Eagles → Buccaneers           |
| 13    | Saints de la Nouvelle-Orléans      | Mark Fields (en) †      | Linebacker       | Cougars de Washington State |                               |
| 14    | Bills de Buffalo                   | Ruben Brown (en) †      | Guard            | Panthers de Pittsburgh      |                               |
| 15    | Colts d'Indianapolis               | Ellis Johnson (en)      | Defensive tackle | Gators de la Floride        |                               |
| 16    | Jets de New York                   | Hugh Douglas (en) †     | Defensive end    | Maurauders de CSU           | Cardinals → Jets,             |
| 17    | Giants de New York                 | Tyrone Wheatley (en)    | Running Back     | Wolverines du Michigan      |                               |
| 18    | Raiders d'Oakland                  | Napoleon Kaufman (en)   | Running Back     | Huskies de Washington       |                               |
| 19    | Jaguars de Jacksonville            | James Stewart (en)      | Running Back     | Volunteers du Tennessee     | Chiefs → Jaguars,             |
| 20    | Lions de Détroit                   | Luther Elliss (en) †    | Defensive tackle | Utes de l'Utah              |                               |
| 21    | Bears de Chicago                   | Rashaan Salaam          | Running Back     | Buffaloes du Colorado       | ,                             |
| 22    | Panthers de la Caroline            | Tyrone Poole (en)       | Cornerback       | Fort Valley State (en)      | Packers → Panthers,           |
| 23    | Patriots de la Nouvelle-Angleterre | Ty Law ° †              | Cornerback       | Michigan                    |                               |
| 24    | Vikings du Minnesota               | Korey Stringer †        | Offensive tackle | Ohio State                  | ,                             |
| 25    | Dolphins de Miami                  | Billy Milner (en)       | Offensive tackle | Cougars de Houston          |                               |
| 26    | Falcons d'Atlanta                  | Devin Bush (en)         | Safety           | Florida State               | Browns → Falcons              |
| 27    | Steelers de Pittsburgh             | Mark Bruener (en)       | Tight end        | Washington                  |                               |
| 28    | Buccaneers de Tampa Bay            | Derrick Brooks ° †      | Linebacker       | Florida State               | Cowboys → Buccaneers,         |
| 29    | Panthers de la Caroline            | Blake Brockermeyer (en) | Offensive tackle | Longhorns du Texas          | Chargers → Panthers,          |
| 30    | Browns de Cleveland                | Craig Powell (en)       | Linebacker       | Ohio State                  | 49ers → Browns                |
| 31    | Chiefs de Kansas City              | Trezelle Jenkins (en)   | Offensive tackle | Michigan                    | Jaguars → Chiefs              |
| 32    | Packers de Green Bay               | Craig Newsome (en)      | Cornerback       | Arizona State               | Panthers → Packers            |

#### Échanges1ertour
1. ↑    1. 1 Cincinnati échange son choix de premier tour 1995 (no 5) et son choix de deuxième tour 1995 (no 36) avec la Caroline pour le choix de premier tour 1995 (no 1)
2. ↑    1. 5 voir #1 Panthers → Bengals
3. ↑    1. 7 Philadelphie échange son choix de premier tour 1995 (no 12) et deux choix de deuxième tour 1995 (no 43 et no 63) avec Tampa Bay pour leur choix du premier tour de 1995 (no 7) et leur choix de troisième tour de 1995 (no 72)
4. ↑    1. 10 Cleveland échange Eric Metcalf et son choix de premier tour de 1995 (no 26) avec Atlanta pour leur choix de premier tour de 1995 (no 10)
5. ↑    1. 10 San Francisco échange son choix de premier tour de 1995 (no 30), son choix de troisième tour de 1995 (no 94), son choix de quatrième tour de 1995 (no 119) et son choix de premier tour de 1996 (no 26) avec Cleveland pour le choix de premier tour de 1995 (no 10)
6. ↑    1. 11 Atlanta échange Mike Pritchard (en) et son choix de septième tour de 1995 (no 222) avec Denver pour le choix de troisième tour de 1994 (no 99) et le choix de premier tour de 1995 (no 11)
7. ↑    1. 11 Les Vikings échangent Chris Doleman et un choix de deuxième tour 1994 (no 45) avec les Falcons contre un choix de deuxième tour 1994 (no 40) et un choix de premier tour de 1995 (no 11)
8. ↑    1. 12 voir #7 Buccaneers → Eagles
9. ↑    1. 16 Les Jets échangent Rob Moore (en) avec les Cardinals contre Ronald Moore (en), un choix de premier tour de 1995 (no 16) et un choix de quatrième tour de 1995 (no 106)
10. ↑    1. 19 Jacksonville échange son choix de premier tour de 1995 (no 31), son choix de troisième tour de 1995 (no 97), son choix de quatrième tour de 1995 (no 134) et son choix de quatrième tour de 1996 (no 113) avec Kansas City pour le choix de premier tour de 1995 (no 19)
11. ↑    1. 22 Les Panthers négocient un choix de premier tour en 1995 (no 32), un choix de troisième tour en 1995 (no 65) et un choix de sixième tour en 1995 (no 173) avec les Packers contre un choix de premier tour en 1995 (no 22) et un choix de sixième tour en 1995 (no 191)
12. ↑    1. 26 voir #10 Falcons → Browns
13. ↑    1. 28 Tampa Bay échange deux sélections de deuxième tour 1995 (nos 41 et 63) avec Dallas contre un choix de premier tour 1995 (no 28)
14. ↑    1. 29 Les Panthers échangent un choix de deuxième tour 1995 (no 34), un choix de troisième tour 1995 (no 98) et un choix de quatrième tour 1995 (no 100) avec les Chargers pour le choix de premier tour 1995 (no 29)
15. ↑    1. 30 voir #10 Browns → 49ers
16. ↑    1. 31 voir #19 Chiefs → Jaguars
17. ↑    1. 32 voir #22 Packers → Panthers

### Joueurs notables sélectionnés aux tours suivants
| Choix | Équipe                             | Joueur                   | Poste         | Équipe universitaire                    | Notes              |
| ----- | ---------------------------------- | ------------------------ | ------------- | --------------------------------------- | ------------------ |
| 48    | Colts d'Indianapolis               | Ken Dilger (en) †        | Tight end     | Fighting Illini de l'Illinois           |                    |
| 49    | Raiders d'Oakland                  | Barret Robbins (en) †    | Centre        | Horned Frogs de TCU                     |                    |
| 50    | Eagles de Philadelphie             | Bobby Taylor (en) †      | Cornerback    | Fighting Irish de Notre Dame            | Chiefs → Eagles,   |
| 56    | Bears de Chicago                   | Todd Sauerbrun (en) †    | Punter        | Mountaineers de la Virginie Occidentale | Dolphins → Bears,  |
| 60    | Steelers de Pittsburgh             | Kordell Stewart †        | Quarterback   | Buffaloes du Colorado                   |                    |
| 66    | Packers de Green Bay               | William Henderson (en) † | Fullback      | Tar Heels de la Caroline du Nord        | Jaguars → Packers, |
| 70    | Lions de Détroit                   | David Sloan (en) †       | Tight end     | Lobos du Nouveau-Mexique                | Rams → Lions,      |
| 74    | Patriots de la Nouvelle-Angleterre | Curtis Martin ° †        | Running Back  | Panthers de Pittsburgh                  | Eagles → Patriots, |
| 90    | Packers de Green Bay               | Antonio Freeman †        | Wide receiver | Hokies de Virginia Tech                 | Browns → Packers,  |
| 141   | Lions de Détroit                   | Stephen Boyd (en) †      | Linebacker    | Eagles de Boston College                | Seahawks → Lions,  |
| 159   | Oilers de Houston                  | Gary Walker †            | Defensive end | Tigers d'Auburn                         | Patriots → Oilers, |
| 170   | Packers de Green Bay               | Travis Jervey (en) †     | Running Back  | Bulldogs de la Citadelle (en)           | Jaguars → Packers  |
| 192   | Lions de Détroit                   | Cory Schlesinger (en) †  | Fullback      | Cornhuskers du Nebraska                 |                    |
| 196   | Broncos de Denver                  | Terrell Davis ° †        | Running Back  | Bulldogs de la Géorgie                  | Vikings → Broncos, |
| 222   | Broncos de Denver                  | Byron Chamberlain (en) † | Wide receiver | Wildcats de Wayne State (en)            | Falcons → Broncos  |
| 230   | Packers de Green Bay               | Adam Timmerman (en) †    | Guard         | Jackrabbits de South Dakota State       |                    |
|       | Jaguars de Jacksonville            | Mike Hollis (en) †       | Kicker        | Vandals de l'Idaho                      | ,                  |
|       | Dolphins de Miami                  | Ethan Albright (en) †    | Long snapper  | Tar Heels de la Caroline du Nord        | ,                  |

#### Échanges tours suivants
1. ↑    1. 50 Philadelphie échange Victor Bailey (en), un choix de quatrième tour en 1995 (no 112) avec Kansas City contre un choix de deuxième tour en 1995 (no 50) et un choix de sixième tour en 1996 (no 199)
2. ↑    1. 56 Chicago échange Trace Armstrong avec Miami pour un choix de deuxième tour de 1995 (no 56) et un choix de troisième tour de 1995 (no 87)
3. ↑    1. 66 Green Bay échange Mark Brunell avec Jacksonville pour un choix de troisième tour en 1995 (no 66) et un choix de cinquième tour en 1995 (no 170)
4. ↑    1. 70 Détroit échange un choix de troisième tour en 1995 (no 82) et un choix de quatrième tour en 1995 (no 115) avec Saint-Louis contre un choix de troisième tour en 1995 (no 70)
5. ↑    1. 74 La Nouvelle-Angleterre reçoit le choix de troisième tour de 1995 (no 74) de Philadelphie à titre de compensation pour l'agent libre restreint Kevin Turner (en).
6. ↑    1. 90 Green Bay échange un choix de troisième tour en 1995 (no 84) avec Cleveland contre un choix de troisième tour en 1995 (no 90) et un choix de cinquième tour en 1995 (no 160)
7. ↑    1. 141 Detroit échange Reggie Barrett (en) avec Seattle pour un choix de cinquième tour en 1995 (no 141)
8. ↑    1. 159 Houston reçoit un choix de cinquième tour en 1995 (no 159) de la Nouvelle-Angleterre à titre de compensation pour l'agent libre restreint Tim Roberts (en).
9. ↑    1. 170 voir #66 Jaguars → Packers
10. ↑    1. 196 Denver échange un choix de quatrième tour en 1995 (no 111) avec le Minnesota contre un choix de quatrième tour en 1995 (no 121) et un choix de sixième tour en 1995 (no 196).
11. ↑    1. 222 voir #11 Broncos → Falcons